# Prigonrieux
Prigonrieux è un comune francese di 4 109 abitanti situato nel dipartimento della Dordogna nella regione della Nuova Aquitania.

## Società

### Evoluzione demografica
Abitanti censiti